# Lacul Chitila
Lacul Chitila este un lac antropic din orașul Chitila amenajat pe râul Colentina, în amonte de Lacul Străulești și în aval de Lacul Mogoșoaia.
Lacul de acumulare permanentă Chitila, cu o suprafață de 75 ha și o lățime de cca. 50m, este folosit ca sursă de apă pentru irigație, agrement, piscicultură și atenuarea viiturilor.
Din cauză că râul Colentina, care ar trebui să alimenteze lacul Chitila, are un debit redus, cu o scurgere medie lunară între 2,44 m/s și 0,12 m/s, cu o albie mlăștinoasă care de cele mai multe ori seacă vara, lacul Chitila este alimentat de Canalul Bilciurești – Ghimpați, lung de 9 km, care aduce apa din râul Ialomița. Astfel, acest canal alimentează cu apă și întreaga salbă de lacuri amenajate pe râul Colentina în zona capitalei.
Lacul are următoarele caracteristici ale capacităților:
- Nivelul maxim de retenție inițial 90,72 mdMN
- Nivelul normal de retenție 89,00 mdMN
- Suprafața de 37,5 ha
- Volumul util de 0,68 mil. mc.
- Volumul de atenuare a viiturilor 0,57 mil. mc.